# Women’s Cricket World Cup
Der Women’s Cricket World Cup ist die Weltmeisterschaft im One-Day Cricket für Frauen und wird seit 1973 ausgetragen. Rekordsieger ist die Mannschaft aus Australien, die den Titel bisher sieben Mal gewinnen konnte.

## Geschichte

### Beginn und Australisch-Englische Dominanz
Der erste Cricket World Cup der Frauen wurde zwei Jahre vor dem der Männer in England ausgetragen und zunächst das 60-Over-Format gewählt. Teilnehmer waren neben den Gastgebern die Nationalmannschaften aus Australien und Neuseeland sowie die im Jahr darauf im West Indies Cricket Team aufgehenden Mannschaften aus Jamaika und Trinidad und Tobago. Das Feld wurde zudem um eine Nachwuchsauswahl der Engländerinnen und einer Internationalen Mannschaft ergänzt. In der Vorrunde konnten sich England und Australien durchsetzen und dem Gastgeber gelang es schließlich das Finale für sich zu entscheiden.
Bei der zweiten Ausgabe 1978 in Indien wurde die zu spielende Overzahl pro Mannschaft auf 50 gesenkt. Die Teilnehmerzahl wurde auf vier Mannschaften reduziert, wobei neben dem Gastgeber und den beiden Vorjahresfinalisten Neuseeland wieder mit dabei war. Das Turnier wurde dieses Mal ausschließlich durch die Gruppenphase entschieden, wobei die Australierinnen die Engländerinnen im Entscheidenden Spiel mit 8 Wickets schlagen konnten.
Im Jahr 1982 wurde das Turnier in Neuseeland ausgetragen und neben den Teilnehmern der letzten Ausgabe wurde wieder eine internationale Mannschaft zusammengestellt. Das Ergebnis war bei dem wieder nach dem 60-Over-Format ausgetragenen Turnier das gleiche wie zuvor, da die Australierinnen die Engländerinnen im Finale mit 3 Wickets bezwingen konnten.
Beim vierten Turnier 1988 in Australien ersetzten die Niederländerinnen und Irinnen die internationale Auswahl und Indien. Beim Finale änderte sich jedoch abermals nichts, da die Australierinnen zum dritten Mal in Folge die Engländerinnen, dieses Mal mit 8 Wickets, besiegen konnten.

### Neuseeland kann sich etablieren
Zum ersten Mal war bei dem Turnier in England 1993 ein anderer Finalteilnehmer zugegen, als die Neuseeländerinnen die Australierinnen ersetzten. In der Vorrunde nahmen dieses Mal die West Indies und Dänemark erstmals teil. Dort gelang Neuseeland auch als einziges Team ungeschlagen zu bleiben, was ihnen im Finale jedoch nicht gelang. Dort verloren sie gegen England mit 67 Runs.
Im Jahr 1997 waren bei der zweiten Austragung in Indien erstmals Pakistan und Sri Lanka mit dabei. In dem ab nun grundsätzlich im 50 Over Format ausgetragenen Turnier wurden die elf teilnehmenden Mannschaften in zwei Gruppen aufgeteilt. Die beiden Gruppensieger Neuseeland und Australien konnten sich auch über das Viertelfinale und Halbfinale für das Finale qualifizieren. Dort behielt abermals Australien die Oberhand und gewann mit 5 Wickets.
Den dritten Anlauf im Finale unternahm Neuseeland im Jahr 2000 im eigenen Land. Bei der mit acht Mannschaften besetzten Gruppenphase unterlag die Mannschaft noch gegen Australien, im Finale gelang ihnen jedoch ein knapper Sieg mit 4 Runs. England konnte sich erstmals nicht einmal für das Halbfinale qualifizieren, was hingegen Indien und Südafrika gelang.

### Indien komplettiert die Riege der Topmannschaften
Bei der achten Ausgabe 2005 in Südafrika gelang Indien der Einzug ins Finale. Erstmals gab es ein Qualifikationsturnier, um das Teilnehmerfeld auf acht Mannschaften zu komplettieren. In der Vorrunde konnten sich jedoch die drei bisherigen Finalteilnehmer und Indien durchsetzen. Im Halbfinale gewann Australien gegen England und Indien gegen Neuseeland. Im Finale selbst konnten die Australierinnen sich dann mit einem Sieg von 98 Runs den Titel zum fünften Mal sichern.
Im Jahr 2009 wurde das Turnier in Australien ausgetragen. Nach einer Vorrunde, die aus zwei Gruppen bestand, wurde erstmals eine Super 6 Zwischenrunde gespielt. In dieser konnten sich Neuseeland und England durchsetzen, wobei letztere sich im Finale mit 4 Wickets behaupteten.
Die zehnte Ausgabe wurde 2013 in Indien ausgetragen. Die Qualifikation für dieses Turnier fand im November 2011 in Bangladesch statt. Die Überraschungsmannschaft war dieses Mal das Team der West Indies, dem es gelang bis ins Finale vorzudringen. Dort unterlagen sie gegen die australische Mannschaft mit 114 Runs, die damit ihren sechsten Titel errangen.
Bei der elften Ausgabe in England im Jahr 2017 spielten acht Teams in einer Gruppe um die Qualifikation für das Halbfinale. Im Finale konnte sich England gegen Indien mit 9 Runs durchsetzen.
Die zwölfte Ausgabe fand auf Grund der Covid-19-Pandemie ein Jahr verspätet im Jahr 2022 statt. Nachdem sich England und Australien sich für das Finale qualifizierten, konnten sich dort die Australierinnen mit 71 Runs durchsetzen.

## Turniere
| Jahr | Gastgeber  | Gewinner   | Finalgegner | Ergebnis                         |
| ---- | ---------- | ---------- | ----------- | -------------------------------- |
| 1973 | England    | England    | Australien  | England gewinnt mit 92 Runs      |
| 1978 | Indien     | Australien | England     | Australien gewinnt mit 8 Wickets |
| 1982 | Neuseeland | Australien | England     | Australien gewinnt mit 3 Wickets |
| 1988 | Australien | Australien | England     | Australien gewinnt mit 8 Wickets |
| 1993 | England    | England    | Neuseeland  | England gewinnt mit 67 Runs      |
| 1997 | Indien     | Australien | Neuseeland  | Australien gewinnt mit 5 Wickets |
| 2000 | Neuseeland | Neuseeland | Australien  | Neuseeland gewinnt mit 4 Runs    |
| 2005 | Südafrika  | Australien | Indien      | Australien gewinnen mit 98 Runs  |
| 2009 | Australien | England    | Neuseeland  | England gewinnen mit 4 Wickets   |
| 2013 | Indien     | Australien | West Indies | Australien gewinnt mit 114 Runs  |
| 2017 | England    | England    | Indien      | England gewinnt mit 9 Runs       |
| 2022 | Neuseeland | Australien | England     | Australien gewinnt mit 71 Runs   |
| 2025 | Indien     |            |             |                                  |

## Abschneiden der Mannschaften
| Vorrunde (VR), Qualifiziert (Q)  |
| Viertelfinale (VF), Super 6 (S6) |
| Halbfinale (HF)                  |
| Zweiter Platz (2)                |
| Turniersieger (1)                |
| Nicht Mitglied des ICC           |

| Team                  | WCWC 1973 | WCWC 1978 | WCWC 1982 | WCWC 1988 | WCWC 1993 | WCWC 1997 | WCWC 2000 | WCWC 2005 | WCWC 2009 | WCWC 2013 | WCWC 2017 | WCWC 2022 | Teilnahmen |
| Australien            | 2         | 1         | 1         | 1         | 3         | 1         | 2         | 1         | 4         | 1         | HF        | 1         | 12         |
| Bangladesch           |           |           |           |           |           |           |           |           |           |           |           | 7         | 1          |
| Dänemark              |           |           |           |           | 8         | VR        |           |           |           |           |           |           | 2          |
| England               | 1         | 2         | 2         | 2         | 1         | HF        | 5         | HF        | 1         | 3         | 1         | 2         | 12         |
| Indien                |           | 4         | 4         |           | 4         | HF        | HF        | 2         | 3         | 7         | 2         | 5         | 10         |
| International XI      | 4         |           | 5         |           |           |           |           |           |           |           |           |           | 2          |
| Irland                |           |           |           | 4         | 5         | VF        | 7         | 5         |           |           |           |           | 5          |
| Jamaika 1             | 6         |           |           |           |           |           |           |           |           |           |           |           | 1          |
| Niederlande           |           |           |           | 5         | 7         | VF        | 8         |           |           |           |           |           | 4          |
| Neuseeland            | 3         | 3         | 3         | 3         | 2         | 2         | 1         | HF        | 2         | 4         | 5         | 6         | 12         |
| Pakistan              |           |           |           |           |           | VR        |           |           | 6         | 8         | 8         | 8         | 5          |
| Südafrika             |           |           |           |           |           | VF        | HF        | 6         | 7         | 6         | HF        | HF        | 7          |
| Sri Lanka             |           |           |           |           |           | VF        | 6         | 7         | 8         | 5         | 7         |           | 6          |
| Trinidad und Tobago 1 | 5         |           |           |           |           |           |           |           |           |           |           |           | 1          |
| England U25           | 7         |           |           |           |           |           |           |           |           |           |           |           | 1          |
| West Indies           |           |           |           |           | 6         | VR        |           | VR        | 5         | 2         | 6         | HF        | 7          |
| Teilnehmer            | 7         | 4         | 5         | 6         | 8         | 11        | 8         | 8         | 8         | 8         | 8         | 8         |            |

## Belege
1. 1 2 3 4 5 6 7  Jenny Thompson: A history of the World Cup. Cricinfo, abgerufen am 22. August 2011 (englisch).